# Wang Xindi
Wang Xindi (en chino: 王心迪; 2 de mayo de 1995) es un deportista chino que compite en esquí acrobático. Ganó una medalla de plata en el Campeonato Mundial de Esquí Acrobático de 2019, en la prueba de salto aéreo por equipos.

## Medallero internacional
| Campeonato Mundial | Campeonato Mundial         | Campeonato Mundial | Campeonato Mundial      |
| Año                | Lugar                      | Medalla            | Competición             |
| ------------------ | -------------------------- | ------------------ | ----------------------- |
| 2019               | Park City (Estados Unidos) | Medalla de plata   | Salto aéreo por equipos |